# Macedonia (Grecia)
Acest articol descrie o regiune din Grecia de azi. Pentru alte sensuri v. articolul Macedonia.
Macedonia (în greacă Μακεδονία, transliterat: Makedonía) este o regiune geografică și istorică a Greciei din Europa sud-estică. Macedonia este cea mai întinsă regiune a Greciei și a doua din punct de vedere al populației. Macedonia și Tracia Apuseană sunt considerate ca făcând parte din ceea ce se numește neoficial „Grecia de nord”.
Regiunea incorporează cea mai parte a Macedoniei Antice, regatul condus de dinastia Argeadină din care au făcut parte și Filip al II-lea și fiul său Alexandru cel Mare (Alexandru Macedon). Denumirea „Macedonia” a fost aplicată mai multor regiuni administrative ale Imperiului Roman și Bizantin, granițele acestora variind foarte mult de-a lungul timpului. În timpul stăpânirii otomane numele „Macedonia” a dispărut din uzul public. 
Chiar înainte de fondarea statului grec modern în 1830, Macedonia era identificată ca o provincie elenă, deși ea nu avea granițe geografice bine delimitate Pe la mijlocul secolului al XIX-lea denumirea „Macedonia” a devenit un termen informal, definind mai degrabă o regiune geografică din sudul Balcanilor, nu una politică. 
După înfrângerea Imperiului Otoman în Războaiele Balcanice, cea mai mare parte a regiunii cunoscute Rumelia (din tucescul: Rumeli, „Țara Romanilor”) a fost împărțită prin Tratatul de la București din 1913 între Grecia, România, Serbia, Bulgaria și Albania. Grecia a obținut controlul asupra celui mai întins teritoriu. „Macedonia” a fost o subdiviziune administrativă a Greciei până la reforma teritoriului din 1987, când a fost împărțită în prefecturile Macedonia Apuseană, Macedonia Centrală și o parte a ei a revenit prefecturii Macedonia Estică și Tracia (în care fusese încorporat și întregul teritoriu al Traciei).
| Harta Macedoniei | Număr curent            | Prefecturile Greciei | Capitala   | Suprafața | Populația |
| ---------------- | ----------------------- | -------------------- | ---------- | --------- | --------- |
|                  |                         |                      |            |           |           |
| Total            | Macedonia Apuseană      | Kozani               | 9.451 km²  | 301.522   |           |
| 1                | Prefectura Kastoria     | Kastoria             | 1.720 km²  | 53.483    |           |
| 2                | Prefectura Florina      | Florina              | 1.924 km²  | 54.768    |           |
| 3                | Prefectura Kozani       | Kozani               | 3.516 km²  | 155.324   |           |
| 4                | Prefectura Grevena      | Grevena              | 2.291 km²  | 37.947    |           |
| Total            | Macedonia Centrală      | Salonic              | 18.811 km² | 1.871.952 |           |
| 5                | Prefectura Pella        | Edessa               | 2.506 km²  | 145.797   |           |
| 6                | Prefectura Imathia      | Veria                | 1.701 km²  | 143.618   |           |
| 7                | Prefectura Pieria       | Katerini             | 1.516 km²  | 129.846   |           |
| 8                | Prefectura Kilkis       | Kilkis               | 2.519 km²  | 89.056    |           |
| 9                | Prefectura Salonic      | Salonic              | 3.683 km²  | 1.057.825 |           |
| 10               | Prefectura Chalkidiki   | Polygyros            | 2.918 km²  | 104.894   |           |
| 11               | Serres Prefectura       | Serres               | 3.968 km²  | 200.916   |           |
| Total            | Macedonia Răsăriteană   | Kavala               | 5.579 km²  | 249.029   |           |
| 12               | Prefectura Drama        | Drama                | 3.468 km²  | 103.975   |           |
| 13               | Prefectura Kavala       | Kavala               | 2.111 km²  | 145.054   |           |
| -                | Muntele Athos (Autonom) | Karyes               | 336 km²    | 2.262     |           |
| Total            | Macedonia               | Salonic              | 34.177 km² | 2.424.765 |           |